# ヘロニモ・フィゲロア
モモ（Momo）ことヘロニモ・フィゲロア・カブレラ（Jerónimo Figueroa Cabrera,1982年7月15日 - ）は、スペイン・ラス・パルマス県出身の元サッカー選手。現役時代のポジションはミッドフィールダー。

## 経歴
2002-03シーズン、セグンダ・ディビシオンに所属していた故郷のUDラス・パルマスからデビューした。2年目となる2003-04シーズンは36試合に出場したが、セグンダ・ディビシオンBに降格した。2004年夏にデポルティーボ・ラ・コルーニャに完全移籍し、そのシーズンはアルバセテBPにレンタル移籍してプリメーラ・ディビシオン初挑戦となったが、またもや降格となった。2005-06シーズンはデポルティーボに復帰したが、ほとんど出場機会を与えられなかった。2006-07シーズンにプレーしたラシン・サンタンデールと合わせて、プリメーラ3シーズンで1得点に終わった。2008年、デポルティーボとの契約が切れたために、レンタル移籍してプレーしていたヘレスCDに完全移籍した。2009年1月から2月にかけて7試合連続得点を記録し、最終的に2008-09シーズンは17得点して得点ランキング5位にはいった。モモが得点した試合は12勝2分と負け知らずで、クラブ初のプリメーラ昇格に貢献した。
2019年6月30日、ラス・パルマスとの契約を満了し退団。7月16日、現役からの引退を発表し、ラス・パルマスのコーチングスタッフに加わった。

## 所属クラブ
- 2002-2003  UDラス・パルマスB
- 2003-2004  UDラス・パルマス
- 2004-2008  デポルティーボ・ラ・コルーニャ
  - 2004-2005  アルバセテBP
  - 2006-2007  ラシン・サンタンデール
  - 2007-2008  ヘレスCD
- 2008-2010  ヘレスCD
- 2010-2012  レアル・ベティス
- 2012-2019  UDラス・パルマス

## タイトル
ヘレスCD
2008-2009 セグンダ・ディビシオン